# Ferrari 290S

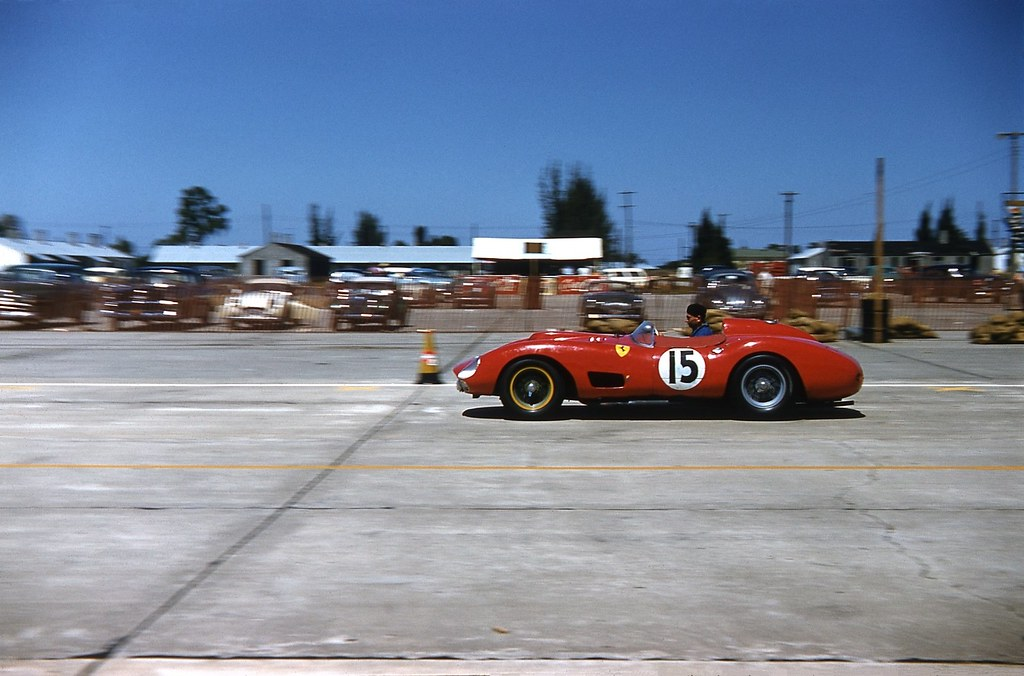
Ferrari 290S, bei einer Testfahrt vor dem 12-Stunden-Rennen von Sebring 1957

Der Ferrari 290S war ein Rennsportwagen, den die Scuderia Ferrari 1957 bei Sportwagenrennen einsetzte.

## Technik
Der Ferrari 290S war die modifizierte Version des Ferrari 290MM aus dem Jahre 1956. Herzstück des Wagens war der neue Ferrari-Viernockenwellen-Motor, der im selben Jahr auch im 315S und im 335S zum Einsatz kam. Im 290S leistete dieses Triebwerk 330 PS. Ansonsten blieben Fahrgestell und Karosserie des 290MM unverändert.

## Renneinsätze
Vom 290S wurden zwei Stück gebaut die nur bei einem Sportwagenrennen werksseitig antraten, da Ferrari zu Beginn des Jahres bereits am 315S arbeitete. Beim 1000-km-Rennen von Buenos Aires 1957 starteten die Teams Musso/von Trips und Collins/Castellotti auf den beiden 290S. Peter Collins hatte schon nach drei Runden einen Motorschaden und wechselte zu Masten Gregory und Cesare Perdisa in den 290MM. Nicht viel besser erging es dem Duo Musso/Trips die den zweiten 290S nach dauerhaften Problemen mit der Zündung nach 500 gefahrenen Kilometer in der Box abstellen mussten. Auch Musso wechselte in den Gregory-Wagen, sodass am Ende des Rennens eine Vierermannschaft den Sieg einfuhr.
Fahrgestell 0656 wurde vom US-Amerikaner George Tilp beim 12-Stunden-Rennen von Sebring gemeldet. Masten Gregory und Lou Brero erreichten den vierten Rang in der Gesamtwertung.

## Technische Daten
| Kenngrößen                 | Ferrari 290S                                                                                  |
| Motor:                     | Viertakt-12-Zylinder-Frontmotor                                                               |
| Kühlung:                   | Wasser                                                                                        |
| Hubraum:                   | 3490,6 cm³                                                                                    |
| Bohrung × Hub:             | 73 × 69,5 mm                                                                                  |
| Verdichtung:               | 9 : 1                                                                                         |
| Ventilsteuerung:           | 2 obenliegende Nockenwellen pro Zylinderreihe, 2 Ventile pro Zylinder                         |
| Vergaser:                  | 6 Weber-Doppelvergaser 42DCN oder 3 Solex-Vierfachvergaser C40PII                             |
| Leistung:                  | 330 PS bei 8.000/min                                                                          |
| Maximales Drehmoment:      |                                                                                               |
| Kraftübertragung:          | 4-Gang-Getriebe (nicht synchronisiert) plus Rückwärtsgang, Transaxle-Bauweise                 |
| Rahmen und Karosserie:     | Ovalrohrrahmen aus Stahl, mit Rohrgitter in der Mitte                                         |
| Lenkung:                   |                                                                                               |
| Radaufhängung vorn:        | Einzelradaufhängung an Doppelquerlenkern, Schraubenfedern, hydraulische Houdaille-Stoßdämpfer |
| Radaufhängung hinten:      | De-Dion-Achse an Querblattfedern, hydraulische Houdaille-Stoßdämpfer                          |
| Bremsen:                   | hydraulische Aluminium-Trommelbremsen                                                         |
| Spurweite vorn/hinten:     | 1316/1286 mm                                                                                  |
| Radstand:                  | 2350 mm                                                                                       |
| Reifengröße vorn/hinten:   | 6 × 16/7 × 16                                                                                 |
| Länge × Breite × Höhe:     |                                                                                               |
| Leergewicht (ohne Fahrer): | 800 kg                                                                                        |
| Höchstgeschwindigkeit:     | bis zu 260 km/h                                                                               |